# شیرنزه
شیرنزه (به آلمانی: Schierensee) یک شهر در آلمان است که در رندسبورگ-اکرنفورده واقع شده‌است. شیرنزه ۳۸۴ نفر جمعیت دارد.